# Procyon (csillag)
Procyon (ejtsd: proküon) (α Canis Minoris), a Kis Kutya csillagkép legfényesebb csillaga. Szabad szemmel egyetlen csillagnak látszik, ami az égbolt nyolcadik legfényesebb csillaga, látszó fényessége 0,37 magnitúdó. Valójában kettőscsillag, egyik tagja, a Procyon A egy fősorozatbeli fehér csillag, F5 IV-5 színképű, a másik pedig, a Procyon B egy DA színképű, halvány fehér törpe.
A kettőscsillag nagy látszó fényességének a hozzánk való közelsége az oka. A távolsága csak 3,5 parszek, azaz 11,41 fényév, vagyis a hozzánk legközelebbi csillagok közé tartozik. A téli égboltunk három legfényesebb csillagának, a Téli Háromszögnek az egyik tagja, a Szíriusz és a Betelgeuze mellett (a Szíriusz nála ötször fényesebb).

## Megfigyelhetőség
A csillag július-augusztus kivételével gyakorlatilag egész évben látható, az említett időben tartózkodik a Nap közelében. Augusztus második felében már kereshető hajnalban a keleti horizonton közvetlenül napkelte előtt. Szeptember végére már késő éjszaka kel, október-november folyamán pedig éjfél körül, ilyenkor már delelő állapotában látható magasan a déli horizont felett napkeltekor. Decemberben már az esti órákban látható keleten, januárban egész éjszaka megfigyelhető, napnyugtától napkeltéig. Februárban esténként látható alkonyatkor keleten, késő éjszaka nyugszik. Tavaszi estéken delel, éjfél körül nyugszik. Láthatósága június elejéig tart, ilyenkor azonban már a lenyugvó Nap fényébe veszik. A csillag kicsivel korábban kel, mint a Szíriusz, a neve is erre utal.

## A rendszer
A Procyon A egy F5 színképű fehér csillag, tömege 1,4-szer, átmérője kétszer, abszolút fényessége pedig 7,5-szer nagyobb, mint a Napé. Színképosztályán belül a fényes csillagok közé tartozik, gyaníthatóan egy szubóriás, amelynek hidrogénmagja már teljes egészében héliummá alakult át, és elkezdett a külső burka felfúvódni. A felfúvódás végére az átmérője eléri a jelenlegi méret 80-150-szeresét, eközben vörös vagy narancs színűre hűl. Ez várhatóan 10-100 millió éven belül történik meg. Ismereteink szerint a Nap is ugyanezen a változáson megy majd keresztül, amikor benne a hidrogénfúzió véget ér.
A Szíriusz B-hez hasonlóan a Procyon kísérője is egy fehér törpecsillag, amelynek a jelenlétét közvetve már jóval azelőtt kimutatták, mint hogy magát a törpét megfigyelhették volna. A létezését Friedrich Bessel már 1844-ben posztulálta, és ugyan a keringési pályáját Arthur Auwers 1862-ben, saját elméletének részeként kiszámította, a Procyon B-t először csak 1896-ban pillantotta meg John Martin Schaeberle a Lick obszervatórium 90 cm-es lencsés távcsövével. A megfigyelése még nehezebb, mint a Szíriusz B társcsillagé, mert a Procyon két tagjának nagyon eltérő a fényerőssége és nagyon kicsi a szögtávolsága. Az átlagos távolságuk mindössze 15 csillagászati egység, kisebb a Nap–Uránusz távolságnál, de az elnyúlt pálya miatt ez 9 és 21 CsE között változik.
0,6 naptömegével a Procyon B kisebb tömegű, mint a Szíriusz B (ami nagyjából 1 naptömegű); a degenerált anyag jellemzőiből következően viszont nagyobb az átmérője, 17 500 km, szemben a Szíriusz B 11 700 km-es átmérőjével. A kisebb tömeg és nagyobb méret következményeként a felszíne alacsonyabb hőmérsékletű, 7740 K.

### Az oszcilláció körüli vita
Az 1990-es években végzett megfigyelések segítettek megérteni a Procyon felépítését és ennek következtében a korát az eddigi 3 milliárd év helyett 1,7 milliárd évre becsülték (± 0,3 milliárd év).
2004 júniusának végén a kanadai MOST űrtávcső 32 napos megfigyelést végzett a Procyon A csillagról. A folyamatos megfigyelés célja az volt, hogy igazolja a csillag nap-típusú oszcillációját, átmérő-ingadozását, amelyet a földi megfigyelések a fényesség változása alapján valószínűsítettek, és lefektesse az asztroszeizmológia alapjait. Nem volt oszcilláció megfigyelhető, és a mérést végzők azt a következtetést vonták le, hogy a csillagoszcilláció elméletét újra át kell gondolni. Mások szerint viszont a megfigyelés eredménytelensége összeegyeztethető a nap-típusú oszcillációra utaló földi radiálissebesség-megfigyelések közzétett eredményeivel.
A NASA WIRE infravörös-űrtávcsöve 1999 és 2000 között végzett fotometrikus mérései révén bizonyítékokat talált a granuláció, azaz a csillag felszínének közelében lezajló strukturált plazmaáramlás és a nap-típusú oszcilláció kapcsolatára. A MOST eredményeivel ellentétben a WIRE fényerősség-méréseinek változásai összhangot mutattak a radiális sebesség földi mérésének eredményeivel.

### Élet
Az élet a Procyon körül nem valószínű, mert a csillag körül 2,7 csillagászati egység távolságban húzódó lakható övezetben nem alakulhat ki stabil bolygópálya, a közeli társcsillag zavaró hatása miatt. A fehér törpe az A komponens vörös óriás életszakaszában is akadályozná az élővilág létrejöttét. A csillag az ultraibolya tartományban sugároz a legerősebben, ami károsítaná az élő szervezeteket. Noha nem zárhatjuk ki az élet lehetőségét más, a Procyonhoz hasonló színképtípusú csillagok környezetében, az életnek viszonylag rövid idő alatt ki kellene fejlődnie, és szembesülnie kellene a sűrű üstökös- és meteorbombázással, ahogy az a Föld létezésének első néhány millió évében is volt. Mire a becsapódások egy Procyonhoz hasonló csillag körül keringő bolygón kellően megritkulnának, már hamarosan esedékessé válik, hogy a csillag elhagyja életének fősorozatbeli szakaszát, ami lehetetlenné tenné az élővilág további fejlődését.

## Röntgenforrás
A Procyon röntgen-tartományú sugárzásának 1975 előtti, lágy sugárzási detektorokkal végzett érzékelése sikertelen maradt. Az 1970-es évek végén kiterjedt megfigyelések zajlottak az OAO-3 Copernicus és a TD-1A műholdak segítségével. 1979. április 1-én a Procyon A/B-vel azonosítható röntgenforrást sikerült megfigyelni az Einstein obszervatórium nagy felbontású képalkotó műszerével, a HRI-vel. A pontszerű sugárforrás helyét a Procyon A-tól 4 ívmásodpernyire délre mérték, amely mérés éppen a 90%-os hibahatáron belül valószínűsíti a kettő egybeesését. A Procyon B ekkor a főcsillagtól 5"-re északra volt, így a röntgenforrás vele való azonosíthatósága valószínűtlen.

## Etimológiája és kulturális szerepe
A csillag neve a görög προκύων (proküón) szóból ered, amely azt jelenti: „a kutya előtt”. A Procyon a „Kutyacsillag” (a Szíriusz) előtt halad az égen, ez magyarázza a nevet. Erre a csillagpárosra már a legrégebbi irodalmi emlékekben is található utalás, Babilonban és Egyiptomban vallásos tiszteletben részesítették.
Néhol a név latin fordításával, az Antecanis alakkal is találkozhatunk, és az arab al-Sira és al-Ghumaisza változatokkal. Az első a الشعرى الشامية aš-ši‘ra aš-šamiyah névből származik, „a Szíriai Jel” (a Szíriusz másik jele). A „Szíria” valószínűleg utalás a Szíriuszhoz viszonyított északi elhelyezkedésére. A második név eredete a الغميصاء al-ghumaisza’ „a párás szemű (nő)”, míg a العبور „a könnyes szemű (nő)” maga a Szíriusz. A Procyon modern kori arab neve غموص ghumūṣ. Kínaiul 南河三 (mandarin nánhésān,) „A Déli-folyó Harmadik Csillaga” néven ismerik.

## Fordítás
Ez a szócikk részben vagy egészben  a   Procyon című angol Wikipédia-szócikk ezen változatának fordításán alapul.  Az eredeti cikk szerkesztőit annak laptörténete sorolja fel. Ez a jelzés csupán a megfogalmazás eredetét és a szerzői jogokat jelzi, nem szolgál a cikkben szereplő információk forrásmegjelöléseként.